# Пирин (село)
Пи́рин (болг. Пирин) — село в Благоєвградській області Болгарії. Входить до складу общини Санданський.

## Населення
За даними перепису населення 2011 року у селі проживала 191 особа, усі — болгари.
Розподіл населення за віком у 2011 році:
Динаміка населення: